# Hoge Raad voor de Justitie
De Hoge Raad voor de Justitie (HRJ) is een Belgische overheidsinstantie welke op 1 maart 1999 werd  opgericht in een poging om het vertrouwen van de burger in Belgische justitie te verbeteren na de Dutroux-affaire. 
De HRJ bezit een algemene vergadering die 44 leden en 65 opvolgers (109 benoemingen) telt. De leden worden om de vier jaar gekozen. 22 magistraten worden verkozen door de voltallige Belgische magistratuur. 22 niet-magistraten worden aangeduid door de Senaat met een meerderheid van twee derde van de stemmen. Leden kunnen zich na een eerste mandaat één keer herverkiesbaar stellen. 22 leden zijn Nederlandstalig, 22 leden zijn Franstaligen, enkele onder hen zijn eveneens Duitstalig.
Uit de algemene vergadering worden vier bureauleden verkozen met een coördinerende rol. Elk bureaulid is één jaar lang ook voorzitter van de HRJ. 
De opdracht is drieërlei:
- Externe controle uitoefenen op de werking van de justitie, onder meer via de klachtenbehandeling;
- Adviezen verstrekken voor een betere werking van justitie;
- "Objectieve benoemingen" en gepaste opleidingen van het personeel.

De organisatie van de raad is vastgelegd in artikel 151 van de Belgische Grondwet.

## Leden van de Raad
- eerste mandaat: Lijst van de leden van de Hoge Raad voor de Justitie (2000-2004)
- tweede mandaat: Lijst van de leden van de Hoge Raad voor de Justitie (2004-2008)
- derde mandaat: Lijst van de leden van de Hoge Raad voor de Justitie (2008-2012)
- vierde mandaat: Lijst van de leden van de Hoge Raad voor de Justitie (2012-2016)
- vijfde mandaat: Lijst van de leden van de Hoge Raad voor de Justitie (2016-2020).
- zesde mandaat: Lijst van de leden van de Hoge Raad voor de Justitie (2020-2024)

### Leden van het bureau
2012-2016
Het bureau in de periode van het vierde mandaat van 2012 tot 2016 bestaat uit (in volgorde van voorzitterschap) Eric Staudt, advocaat-generaal bij het hof van beroep te Luik; Ria Mortier, advocaat-generaal bij het Hof van Cassatie; Michèle Loquifer, ere-voorzitster van een rechtbank van eerste aanleg en Tony Van Parys advocaat en minister.
2016-2020
Het bureau in de periode van het vijfde mandaat van 2016 tot 2020 bestaat uit (in volgorde van voorzitterschap) Christian Denoyelle, rechter in de familie- en jeugdrechtbank in de rechtbank van eerste aanleg te Antwerpen, Magali Clavie, rechter in de strafuitvoeringsrechtbank voor het ressort van het hof van beroep te Brussel, de Nederlandstalige advocaat Joris Lagrou en de Franstalige advocate Vanessa de Francquen.
2020-2024
Het bureau van het zesde mandaat van 2021 tot 2025 bestaat uit (in volgorde van voorzitterschap Lucia Dreser, rechter in familie- en jeugdrecht in de rechtbank van Brugge. Daarnaast zetelen ook Frank Franceus, adviseur generaal bij FOD BOSA; Valerie Delfosse, rechter bij de Franstalige politierechtbank te Brussel en de Franstalige advocate Vanessa de Francquen. Carl Bergen nam in maart 2024 ontslag uit de raad na fraude bij het magistratenexamen.

## Fraude magistratenexamen
De Hoge Raad maakte begin 2024 bekend dat ze fraude had vastgesteld bij het jaarlijkse magistraatexamen. De Gentse advocaat-generaal Carl Bergen, toen nog lid van de examencommissie van de Hoge Raad, had delen uit het vergelijkend toelatingsexamen gedeeld met verschillende kandidaat-magistraten. De bal ging begin 2024 aan het rollen, toen bleek dat Nicholas S.V.B, de zoon van twee West-Vlaamse parketmagistraten het examen voordien had kunnen inzien. Later bleek dat Bergen ook in 2023 het examen had laten inzien. 
Als gevolg van het schandaal werden afdelingsprocureur Johan L. (toenmalig afdelingsprocureur van het parket van Ieper) en 
parketjuriste A.V. ontslagen. Spilfiguur Carl Bergen nam ontslag uit de raad, en werd nadien geschorst in zijn rol als substituut procureur- generaal bij het hof van beroep te Gent. Zijn veroordeling is nog lopende.